# Tsuru
Tsuru (japanisch 都留市, -shi) ist eine Stadt in der Präfektur Yamanashi in Japan.

## Geographie
Tsuru liegt südlich von Ōtsuki und westlich von Tokio am Fluss Katsuragawa.

## Geschichte
Tsuru war seit der Edo-Zeit bekannt für seine Seiden-Textilien.
Tsuru wurde am 29. April 1954 zur Stadt.

## Verkehr

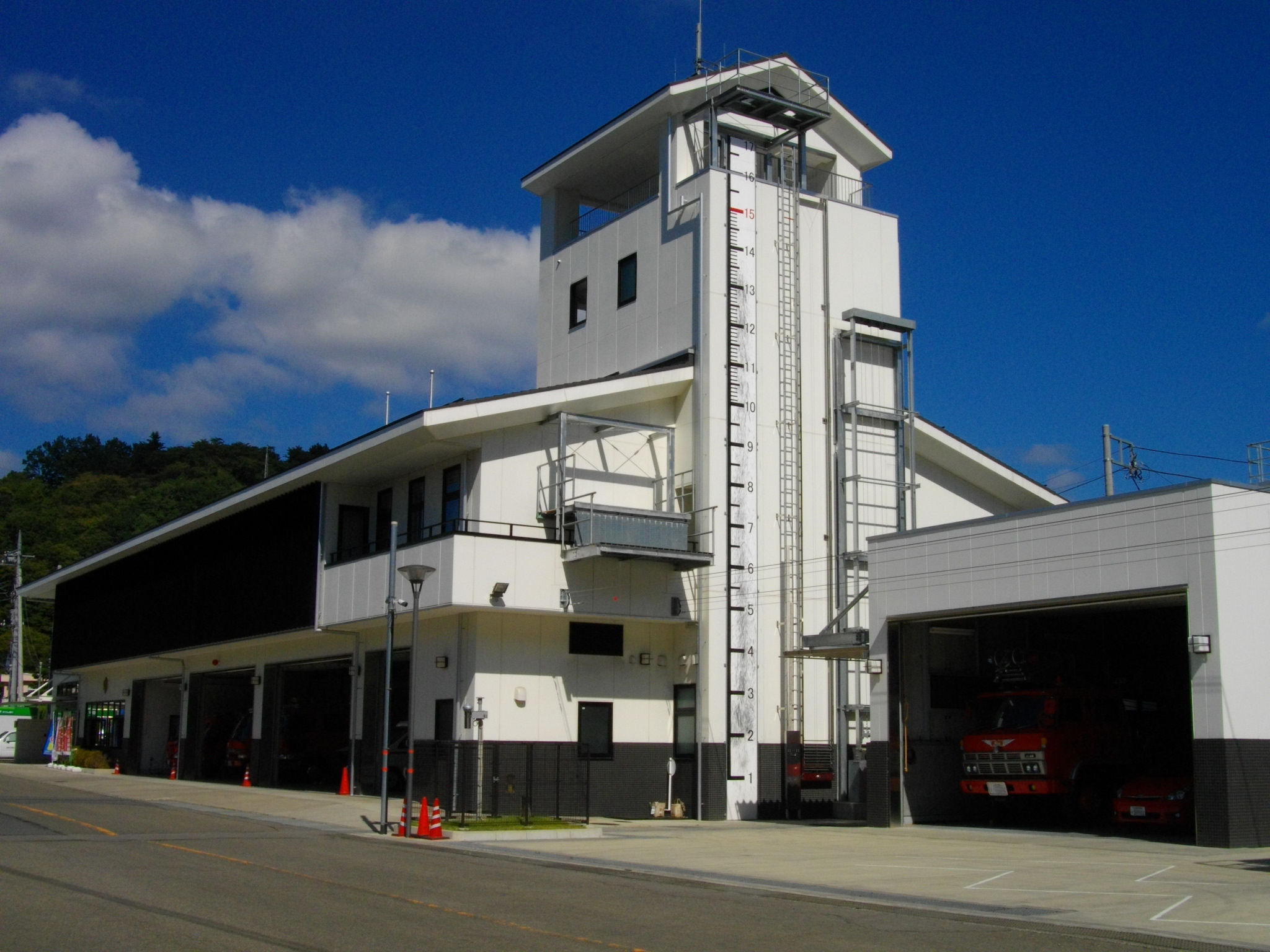
Feuerwehr der Stadt Tsuru

Tsuru ist über die Chūō-Autobahn und die Nationalstraße 139. Ebenso liegt die Gemeinde an der Fujikyūkō-Linie.

## Bildung
- Geisteswissenschaftliche Hochschule Tsuru

## Angrenzende Städte und Gemeinden
- Ōtsuki
- Fujiyoshida
- Uenohara
- Dōshi
- Nishikatsura
- Oshino
- Yamanakako
- Fujikawaguchiko

## Städtepartnerschaften

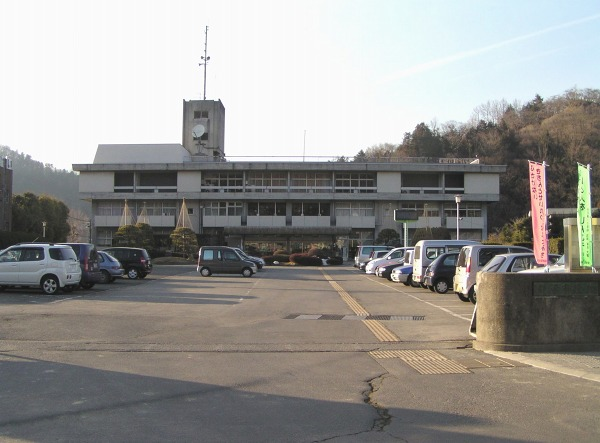
Rathaus

- Hendersonville, Vereinigte Staaten, seit 1983